# كرسي مرحاض
كرسي مرحاض

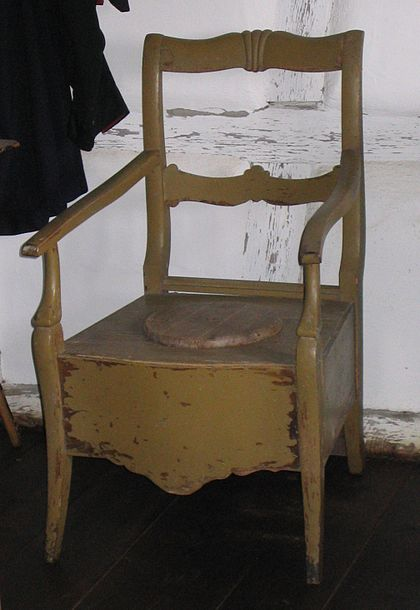

كان كرسي المرحاض نوعا مبكرا من المراحيض المتنقلة، صنع المرحاض على شكل خزانة أو صندوق ويكون المقعد مرتفع مع فتحة للأعلى. يتكون من هيكل خارجي يكون وعاء يحتوي على سبيكة من القصدير أو الرصاص أو فخاري؛ لاستلام البول وفضلات عندما يجلس عليه الشخص، مكون من غطاء طبيعي (مغلق) قابل للطي. «البراز» يعودان إلى معنيين هما:نوع من المقعد أو براز البشر. كراسي المرحاض كانت تستخدم من العصور الوسطى (يعطي قاموس أكسفورد الإنجليزي الاستشهاد الأول باسم 1410)حتى قبل إدخال دافق المراحيض.

## أسماء أخرى
يُسمى كرسي المرحاض كرسيًا ضروريًا أو كرسيًا ليليًا. كانت الكلمات المسمى في القرن الثامن عشر مناسبة. ثم عبروا عن هذا المصطلح في القرن التاسع عشر مع المصطلح مقعد ليلي، والذي اقترحه جون جلوج  يمكن انه أخذ أهميته من «كرسي ليلي متوازن» الذي وصف في قاموس توماس شيراتون الوزاري (لندن، 1803).كان تصميم شيراتون «مصنوع ليكون مظهر مقعد صغير يقف على الساقين؛ عند استخدامه يضغط جزء المقعد إلى ارتفاع مناسب باليد، وبعد ذلك يرتفع عن طريق أوزان المعدن، الموجودة على المقعد، بواسطة خطوط نقل في البكرات في كل نهاية، وكلها محاطة بغلاف.» وهذا يظهر الخط بين«مقعد» كمقالة أنيقة من الأثاث الفرنسي، و «مقعد» كمرحاض غير صالح. «كرسي المرحاض»، بالمقابل، هو تعبير لطيف عن كرسي المرحاض. [بحاجة لمصدر] بقي معنى واحد في القرن العشرين للإشارة إلى المرحاض دافق؛ «دورة المياه» في حد ذاته ملطف.
المصطلح الفرنسي لهذا البند من الاثاث كرسي مثقوب لأنه يأخذ شكل كرسي لإظهار الانفتاح على وعاء كانت منتجات مشابهة صنعت خصيصا كشطاف متحرك

## التطورات
تطور القرن التاسع عشر هو الصندوق

## اهمية ثقافية
Groom of the Stooll كان رجل محكمة رفيع المستوى ساعد الملك في البراز المقرب.